# Carl Nestor Söderberg
Carl Nestor Söderberg, född 30 augusti 1830 i Stockholm, död 13 mars 1881 i Klara församling, Stockholms stad, var en svensk arkitekt. 

## Biografi

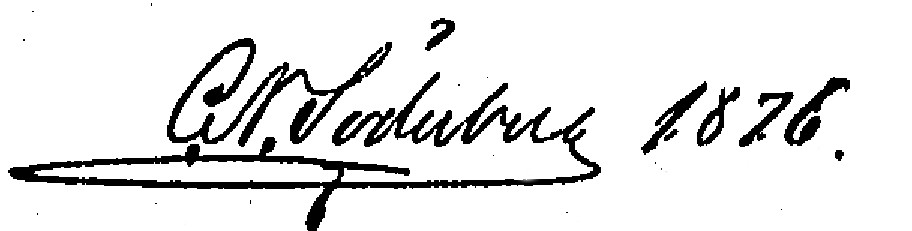
C.N. Söderbergs namnteckning 1876.

Söderberg utbildade sig vid Teknologiska Institutet 1844–1845 och 1849–1852 vid Kungliga Akademien för de fria konsterna. Åren 1853–1881 drev han egen verksamhet i Stockholm. I stadens byggnadsnämnds ritningsarkiv återfinns idag 150 projekt, varav cirka hälften är rivna och många hus senare ombyggda. Söderberg var även verksam som konstruktör vid Styrelsen över fängelser och arbetsinrättningar i riket (vilken 1859 ombildades till Fångvårdsstyrelsen), och åren 1877–1881 var han dess intendent efter att ha efterträtt Wilhelm Theodor Anckarsvärd.
Åren 1863–1867 ansvarade han för restaureringen av Adolf Fredriks kyrka och ritade 1864 gravkapellet på kyrkogården. För Adolf Fredriks församling ritade han även folkskolan på Saltmätargatan 2 (som revs i samband med bygget av ABF-huset). Han ritade även skolhus för Sankt Jacobs och Johannes församling. För Hedvig Eleonora församling ritade han pastorsexpedition, kyrksal, prästbostad på Jungfrugatan 7. Tillsammans med Emil Viktor Langlet planerade han Borgerskapets änkehus på Norrtullsgatan.
Två numera rivna bankbyggnader i staden ritades av Söderberg; Stockholms diskontobank på Regeringsgatan 8 samt Stockholms läns sparbank på Drottninggatan 39.
För fångvårdsstyrelsen tillsammans med Wilhelm Theodor Anckarsvärd utformades Långholmens centralfängelse och Länsfängelset i Uppsala.
År 1876 stod Söderberg som ansvarig arkitekt för på- och ombyggnaden av fastigheten Venus 1 i Gamla stan. I husets källare finns rester efter Svartbrödraklostrets medeltida valv.

## Bilder

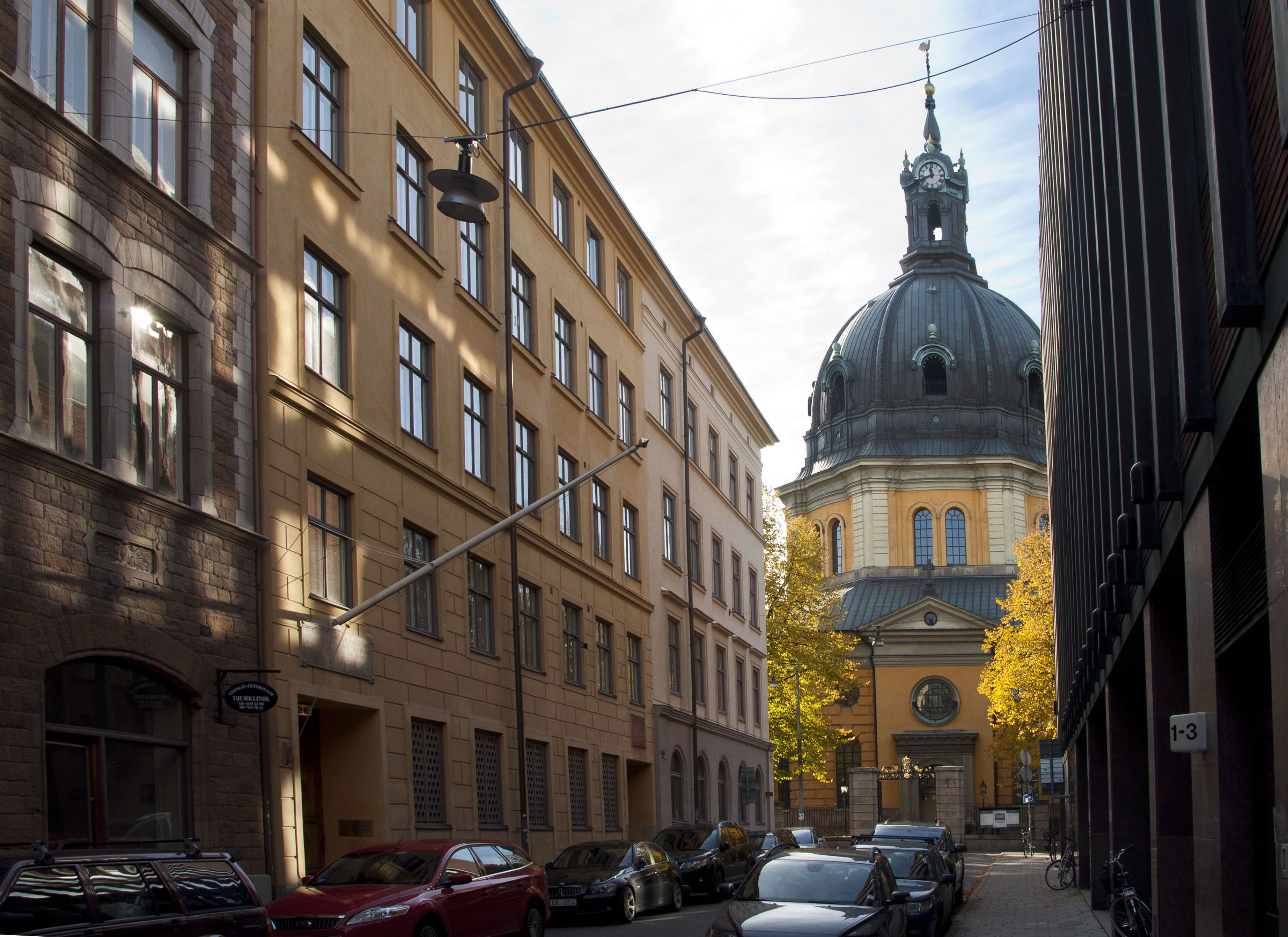
Jungfrugatan 2, Hedvig Eleonora församlingshem och pastorsexpedition.
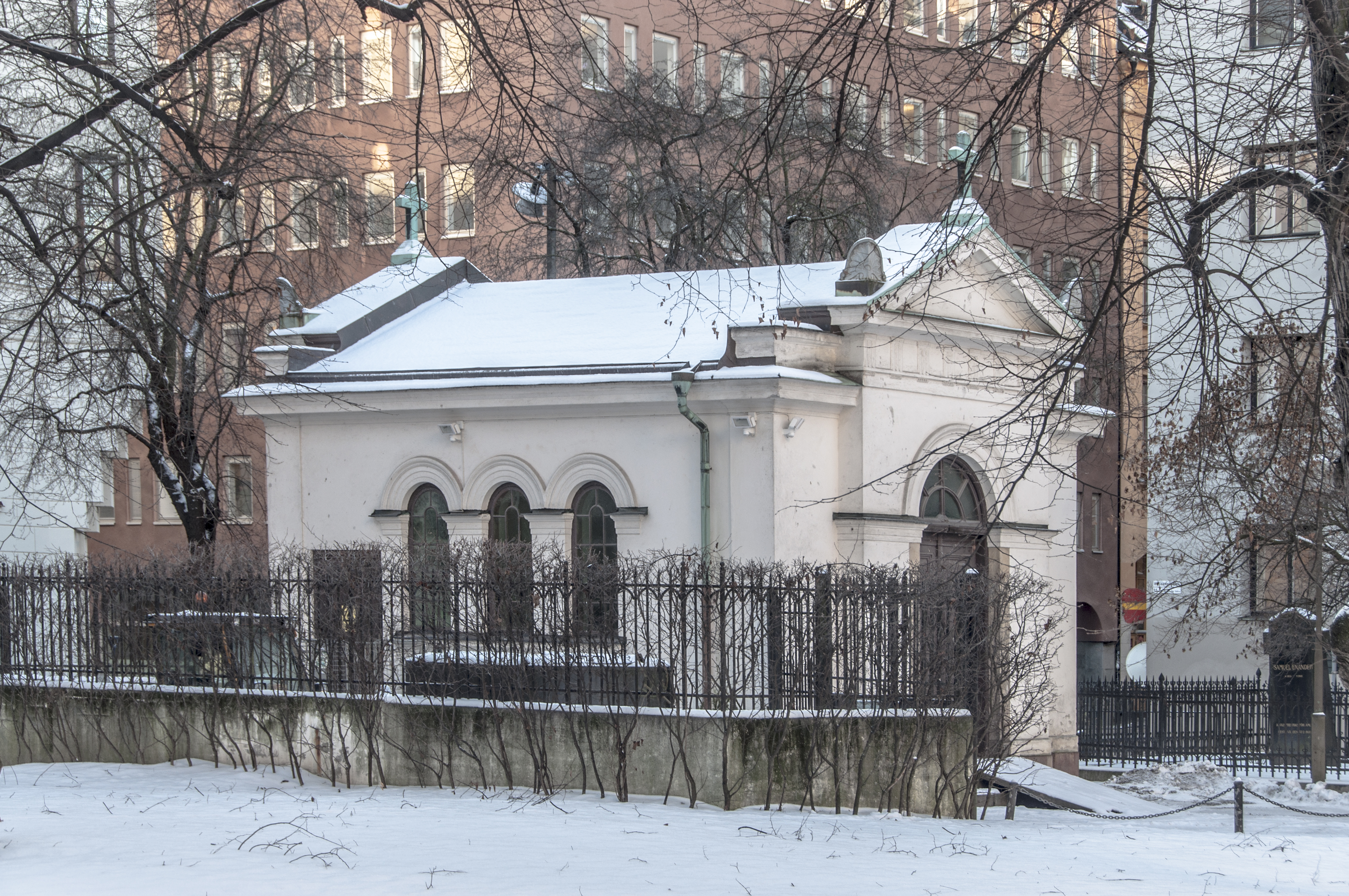
Adolf Fredriks kyrka, gravkapell. byggnadsår 1864
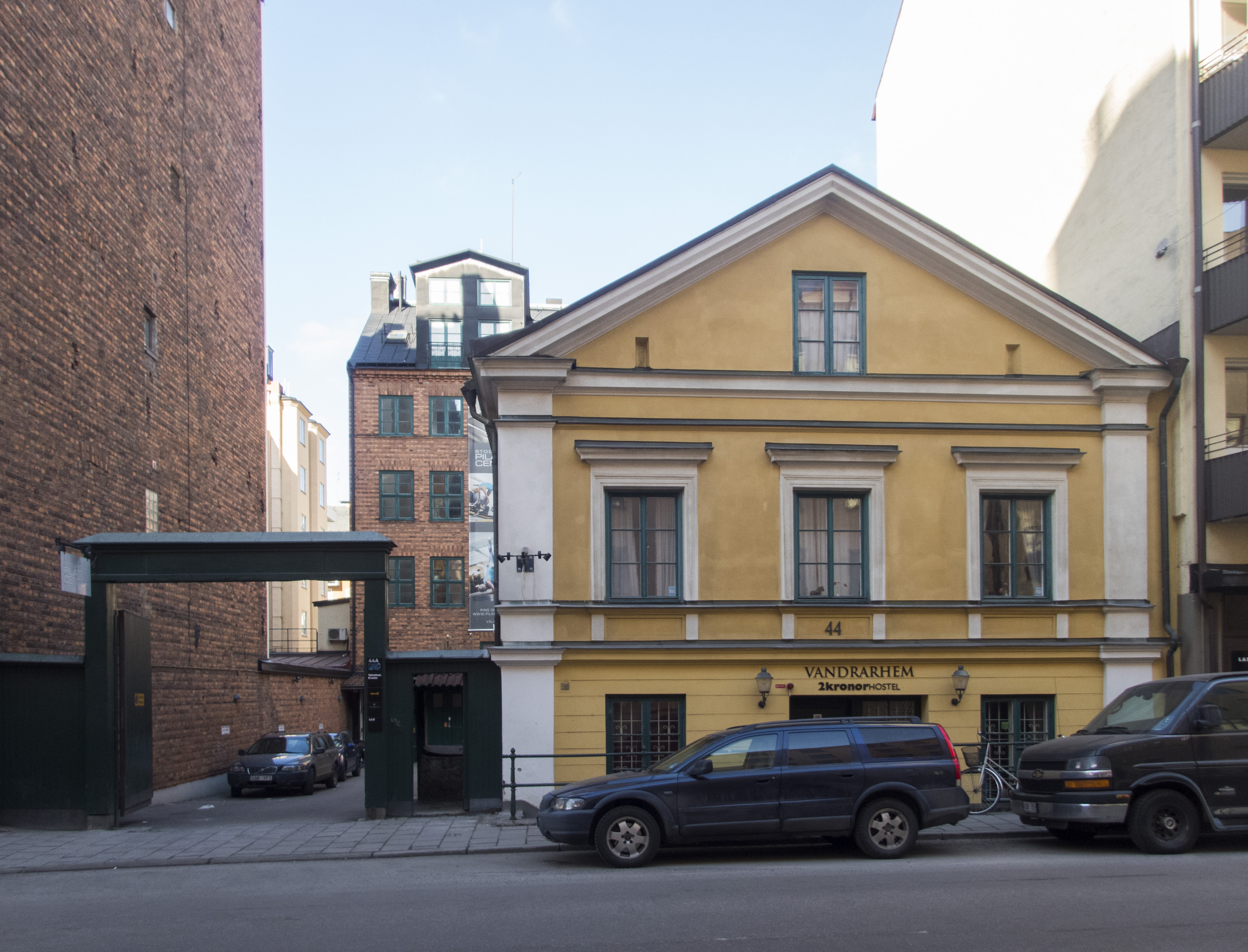
Surbrunnsgatan 44, byggnadsår 1865
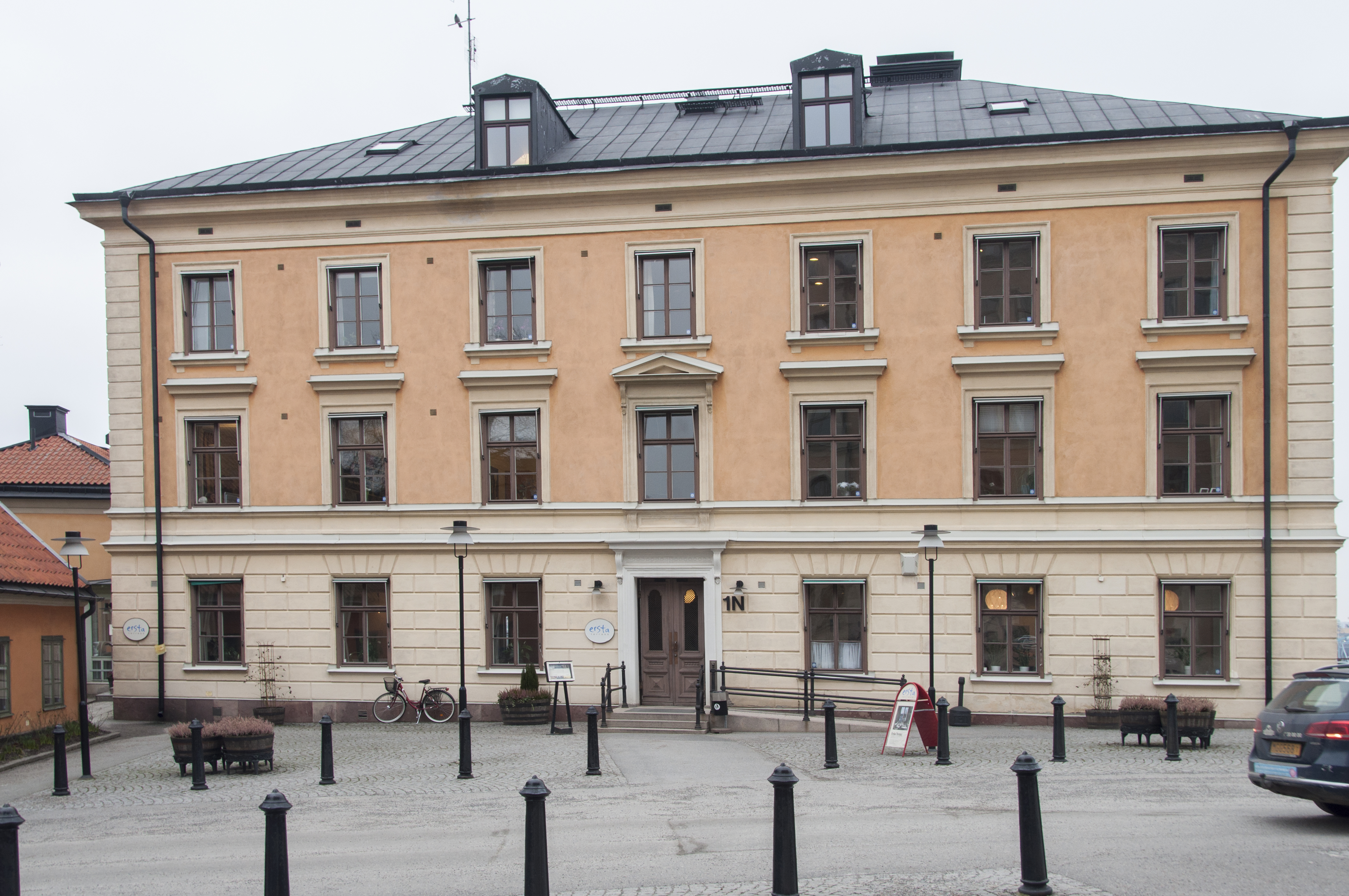
Gamla diakonisshuset, Erstagatan 1, byggnadsår 1863
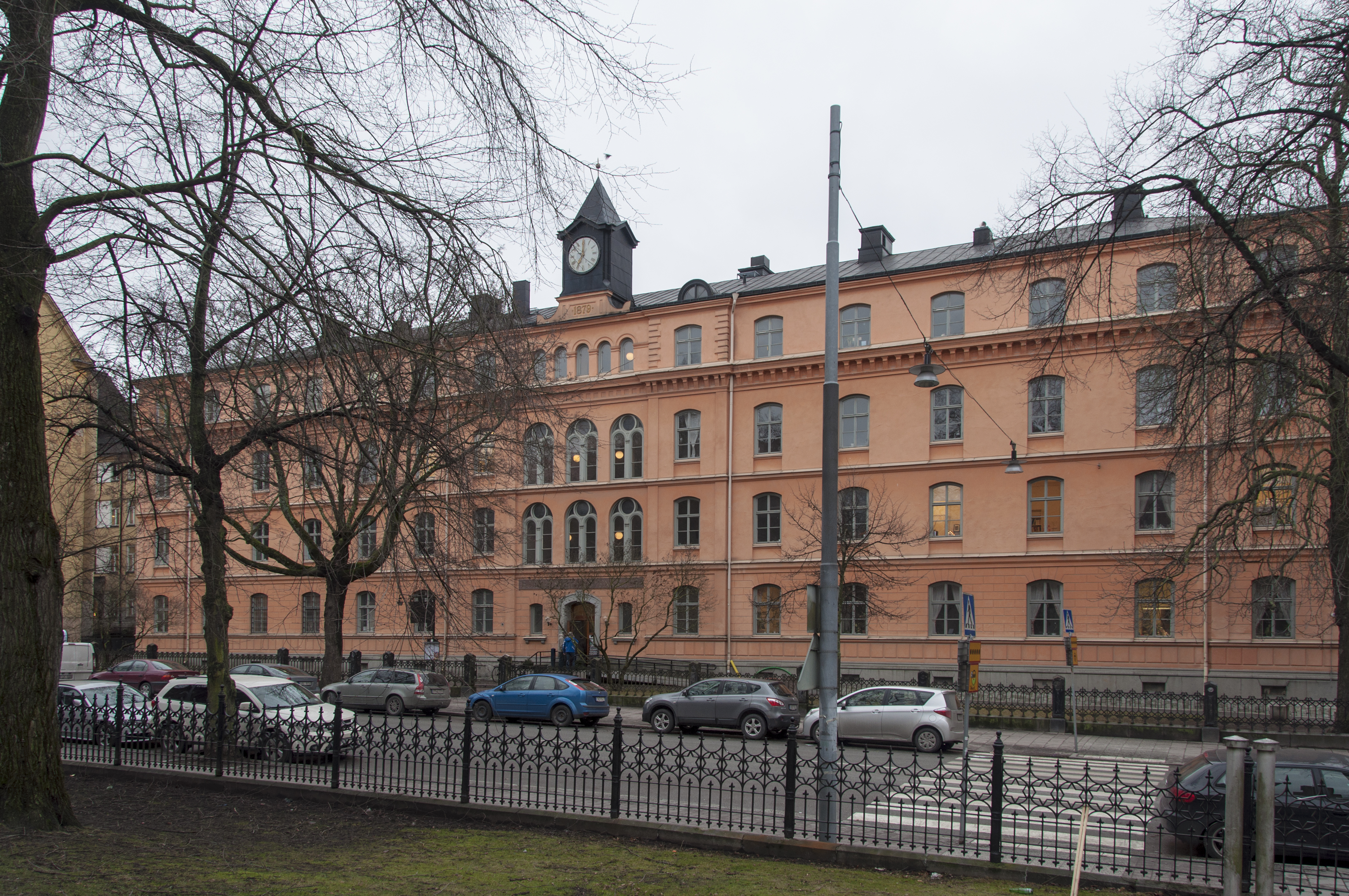
Borgerskapets änkehus, Norrtullsgatan 45, byggnadsår 1877 - 1879